# Lijst van voetbalinterlands Kenia - Libië
Deze lijst van voetbalinterlands is een overzicht van alle officiële voetbalwedstrijden tussen de nationale teams van Kenia en Libië. De landen speelden tot op heden vier keer tegen elkaar. De eerste ontmoeting, een vriendschappelijke wedstrijd, werd gespeeld op 16 januari 2004 in Az Zawiyah. Het laatste duel, een groepswedstrijd tijdens de CECAFA Cup 2017, vond plaats in Machakos op 5 december 2017.

## Wedstrijden
| № | Plaats     | Datum           | Competitie        | Wedstrijd     | Uitslag |
| - | ---------- | --------------- | ----------------- | ------------- | ------- |
| 1 | Az Zawiyah | 16 januari 2004 | Vriendschappelijk | Libië – Kenia | 2 – 0   |
| 2 | Tripoli    | 19 januari 2004 | Vriendschappelijk | Libië – Kenia | 2 – 0   |
| 3 | Tunis      | 6 februari 2013 | Vriendschappelijk | Kenia – Libië | 3 – 0   |
| 4 | Machakos   | 5 december 2017 | CECAFA Cup 2017   | Kenia − Libië | 0 − 0   |

## Samenvatting
| Competitie        | Totaal gespeeld | Winst Kenia | Gelijk | Winst Libië | Doelsaldo Kenia – Libië |
| ----------------- | --------------- | ----------- | ------ | ----------- | ----------------------- |
| CECAFA Cup        | 1               | 0           | 1      | 0           | 0 − 0                   |
| Vriendschappelijk | 3               | 1           | 0      | 2           | 3 − 4                   |
| Totaal            | 4               | 1           | 1      | 2           | 3 − 4                   |

## Details

### Eerste ontmoeting
| Vriendschappelijk (Az Zawiyah, Libië, 16 januari 2004): |            |             |
| Libië                                                   | 2 – 0      | Kenia       |
| Nader Kara ??' Mohamed El-Kikli ??' (pen.)              | goals      |             |
| Ilija Lončarević                                        | bondscoach | Jacob Mulee |

### Tweede ontmoeting
| Vriendschappelijk (Tripoli, Libië, 19 januari 2004): |            |             |
| Libië                                                | 2 – 0      | Kenia       |
| Ahmed Saad 27' Khaled Hussain 56'                    | goals      |             |
| Ilija Lončarević                                     | bondscoach | Jacob Mulee |

KFF · Selecties · Keniaans vrouwenelftal
1926 – 1939 · 
1940 – 1949 · 
1950 – 1959 · 
1960 – 1969 · 
1970 – 1979 · 
1980 – 1989 · 
1990 – 1999 · 
2000 – 2009 · 
2010 – 2019 ·
2020 − 2029
Algerije ·
Angola ·
Australië ·
Bahrein ·
Botswana ·
Burkina Faso ·
Burundi ·
Centraal-Afrikaanse Republiek ·
China ·
Comoren ·
Congo-Brazzaville ·
Congo-Kinshasa ·
Djibouti ·
Egypte ·
Equatoriaal-Guinea ·
Eritrea ·
Ethiopië ·
Gabon ·
Gambia ·
Ghana ·
Guinee ·
Guinee-Bissau ·
India ·
Indonesië ·
Irak ·
Iran ·
Ivoorkust ·
Jemen ·
Jordanië ·
Kaapverdië ·
Kameroen ·
Koeweit ·
Lesotho ·
Liberia ·
Libië ·
Madagaskar ·
Malawi ·
Maleisië ·
Mali ·
Marokko ·
Mauritanië ·
Mauritius ·
Mozambique ·
Namibië ·
Nieuw-Zeeland ·
Nigeria ·
Oeganda ·
Oman ·
Pakistan ·
Qatar ·
Rusland ·
Rwanda ·
Senegal ·
Seychellen ·
Sierra Leone ·
Soedan ·
Somalië ·
Swaziland ·
Taiwan ·
Tanzania ·
Thailand ·
Togo ·
Trinidad en Tobago ·
Tunesië ·
Verenigde Arabische Emiraten ·
Zambia ·
Zimbabwe ·
Zuid-Afrika ·
Zuid-Korea ·
Zuid-Soedan ·
Zwitserland
LFF · A-internationals · Bondscoaches · Libisch vrouwenelftal · Olympisch elftal
1960 – 1969 · 
1970 – 1979 · 
1980 – 1989 · 
1990 – 1999 · 
2000 – 2009 · 
2010 – 2019 ·
2020 − 2029
1964 · 
1965 · 
1966 · 
1967 · 
1968 · 
1969 · 
1970 · 
1971 · 
1972 · 
1973 · 
1974 · 
1975 · 
1976 · 
1977 · 
1978 · 
1979 · 
1980 · 
1981 · 
1982 · 
1983 · 
1984 · 
1985 · 
1986 · 
1987 · 
1988 · 
1989 · 
1990 · 
1991 · 
1992 · 
1993 · 
1994 · 
1995 · 
1996 · 
1997 · 
1998 · 
1999 · 
2000 · 
2001 · 
2002 · 
2003 · 
2004 · 
2005 · 
2006 · 
2007 · 
2008 · 
2009 · 
2010 · 
2011 · 
2012 · 
2013 ·
2014 ·
2015 ·
2016 ·
2017 ·
2018 ·
2019 ·
2020 ·
2021 ·
2022 ·
2023
Algerije ·
Angola ·
Argentinië ·
Bahrein ·
Benin ·
Botswana ·
Burkina Faso ·
Canada ·
Centraal-Afrikaanse Republiek ·
Comoren ·
Congo-Brazzaville ·
Congo-Kinshasa ·
Egypte ·
Equatoriaal-Guinea ·
Ethiopië ·
Gabon ·
Gambia ·
Ghana ·
Griekenland ·
Guinee ·
Indonesië ·
Irak ·
Iran ·
Ivoorkust ·
Jemen ·
Jordanië ·
Kaapverdië ·
Kameroen ·
Kazachstan ·
Kenia ·
Koeweit ·
Lesotho ·
Libanon ·
Liberia ·
Malawi ·
Maleisië ·
Mali ·
Malta ·
Marokko ·
Mauritanië ·
Mauritius ·
Mozambique ·
Myanmar ·
Namibië ·
Niger ·
Nigeria ·
Oeganda ·
Oekraïne ·
Oman ·
Palestina ·
Polen ·
Qatar ·
Rwanda ·
Sao Tomé en Principe ·
Saoedi-Arabië ·
Senegal ·
Seychellen ·
Soedan ·
Swaziland ·
Syrië ·
Tanzania ·
Thailand ·
Togo ·
Tsjaad ·
Tunesië ·
Turkije ·
Uruguay ·
Verenigde Arabische Emiraten ·
Wit-Rusland ·
Zambia ·
Zimbabwe ·
Zuid-Afrika ·
Zuid-Korea